# Calling All Lovers
Calling All Lovers è il quarto album discografico della cantante statunitense Tamar Braxton, pubblicato nell'ottobre 2015.

## Tracce
1. Angels & Demons – 3:06
2. Catfish – 3:35
3. Simple Things – 4:20
4. Broken Record – 4:09
5. Never – 3:09
6. Circles – 3:25
7. If I Don't Have You – 4:14
8. Raise the Bar – 3:43
9. I Love You – 2:22
10. Makin' Love – 3:45
11. Love It – 2:30
12. Must Be Good to You – 3:12
13. Free Fallin' – 3:37
14. King – 3:30

## Classifiche
| Classifica (2015) | Posizione raggiunta |
| ----------------- | ------------------- |
| Stati Uniti       | 5                   |